# سمية المبيدات على النحل
المبيدات تختلف في أثارها على النحل، عادة ما يتم رش المبيدات على النباتات ويمكن أن يقتل النحل عندما يحبو فوق أسطح النباتات التي رشت أو بوسائل أخرى، المبيدات الجهازية من ناحية أخرى عادة ما تدمج مع التربة أو على البذور وتصل إلى الجذع، الأوراق، الرحيق، وحبوب لقاح النبات.
أما المبيدات التي على شكل غبار أو مسحوق قابل للبلل تميل أن تكون أكثر خطورة على النحل من مبيدات المحاليل أو المركزات القابلة للإستحلاب.
يتضرر النحل من المبيدات التي ترش بالحقل بشكل مباشر عن طريق موته مباشرة وأحياناً بشكل غير مباشر عن طريق نقله للرحيق وحبوب اللقاح المعرضين للمبيد مما يؤدي إلى موت الحضنة وأحياناً الملكة بتأثير المبيد علاوة على إمكانية تلوث العسل به.

## التصنيف
يتم قياس سمية المبيدات الحشرية عموماً باستخدام قيم السمية الحادة جم50، بحساب مستوي التعرض الذي يسبب موت 50% من الجماعة المعرضة للموت، يتم تعيين عموماً عتبات السمية في:
- سمية شديدة (الحادة جم50 <2ميكروغرام/نحل)
- سمية متوسطة (الحادة جم50 2 - 10.99ميكروغرام/نحل)
- سامة قليلا (الحادة جم50 11 - 100ميكروغرام/نحل)
- غير سامة (الحادة جم50> 100ميكروغرام/نحل)

## معدل قتل النحل لكل خلية
معدل قتل النحل في الخلية الواحدة يمكن تصنيفها علي النحو التالي:
<100 نحل في اليوم الواحد - موت طبيعي من المعدل
200-400 نحل في اليوم الواحد - قتل منخفض
500-900 نحل في اليوم الواحد - قتل متوسط
> 1000 نحل في اليوم الواحد - قتل مرتفع

## مواد شديدة السمية
منها: السيفين - المركبات الزرنيخية - الباراثيون - لندين - كلوردين - جامسكان - ديمثويت الدرين - ديالدرين - هبتاكلور - متياسيد - دياونيون - فوسفاميدون - ديبروم.
هذة المواد تأثيرها سام يبقي مدة طويلة لذا يجب إبعاد المناحل عن مناطق الرش لمدة كافية أما مركبات مالاثيون - ساباريللا - TEPP - فوسدرين فهي شديدة السمية إلا إن تأثيرها يزول بعد أيام قليلة

## مواد متوسطة السمية
منها: D.D.T - برثين - كربوليت - توكلسافين - تريثييون اندرين - برثين - ايزودرين - تدبون - T.D.E - ثيودان وهذة المواد قد تقتل النحل أثناء الرش ولكن تأثير قليل بعد ذلك.

## مواد غير سامة نسبياً
منها: المبيدات الفطرية - الهرمونات المبيدة للحشائش ومسقطات الأوراق - الكبريت - شرادان - نيكوتين - بيرثيوم فوستكس - روتيهون - كلورننزايد - اللثرين - ديلان - دتركس - دلناف - اوفكس - ريانيا - سليكاجيل سلنفون.
وهي تؤثر في النحل عند الملامسة المباشرة وعادة يكون تأثيرها طفيفاً